# José Gonzalo Rodríguez Gacha
José Gonzalo Rodríguez Gacha (Pacho, 14 maggio 1947 – Tolú, 15 dicembre 1989) è stato un criminale colombiano, soprannominato El Mexicano, capo del cartello di Medellín insieme ai fratelli Ochoa e a Pablo Escobar.
All'apice della sua carriera criminale era conosciuto come uno dei trafficanti di droga di maggior successo al mondo. Nel 1988 la rivista Forbes lo inserisce nella lista delle persone più ricche al mondo.

## Biografia
José Gonzalo Rodríguez nasce nel maggio 1947 nel piccolo paese di Pacho in Cundinamarca. Veniva da una famiglia povera di modesti allevatori di suini, e si dice che la sua educazione formale non si estendesse al di là della scuola elementare. Da giovane ha sviluppato una reputazione come killer, per la quale veniva ingaggiato da numerose organizzazioni criminali. Nei primi anni 70, Rodríguez si trasferisce a Bogotá e collegata con Verónica Rivera de Vargas, una trafficante di droga pionieristica che divenne la prima regina della cocaina uccidendo la famiglia del suo principale rivale.

### Il cartello di Medellín
Dopo essersi trasferito a Medellín nel 1976, Rodriguez è entrato con la famiglia Ochoa, Pablo Escobar, e Carlos Lehder nella creazione di un'alleanza che sarebbe diventata nota come il cartello di Medellin. I trafficanti hanno collaborato nella produzione, distribuzione e commercializzazione di cocaina. Durante la fine del 1970, Rodríguez avanzato nella gerarchia organizzativa, sperimentava nuove rotte del narcotraffico attraverso il Messico e verso gli Stati Uniti, soprattutto a Los Angeles, California e Houston, Texas. Questo, unito con la sua infatuazione per la cultura popolare messicana, e la sua passione per un linguaggio volgare, gli valse il soprannome di El Mexicano (Il Messicano).
Possedeva una serie di allevamenti nella zona Pacho con nomi ispirati al Messico come Cuernavaca, Chihuahua, Sonora e Mazatlán. Secondo il Dipartimento di giustizia degli Stati Uniti, Rodríguez ha diretto le operazioni di traffico di cocaina attraverso Panama e la West Coast (California) degli Stati Uniti. Si sostiene che abbia contribuito a progettare diverse operazioni avvalendosi dell'aiuto del pilota Barry Seal (che è stato assassinato il 19 febbraio 1986 dopo aver accettato di testimoniare contro il Cartello di Medellin). Rodríguez ha organizzato gran parte delle sue operazioni a Bogotá e in altre zone della regione Cundinamarca. È stato Rodríguez che per primo ha impostato Tranquilandia, uno dei più grandi e noti laboratori della giungla in cui più di 2000 persone vivevano e lavoravano, producendo e confezionando cocaina.

### L'assassinio di Lara
Il 30 aprile 1984 il ministro della giustizia colombiano Rodrigo Lara, che denunciò l'influenza del Cartello di Medellin nella politica, economia e football, venne freddato da sicari su una motocicletta. In risposta, il presidente Belisario Betancur Cuartas, che in precedenza si era opposto all'estradizione, annunciò che ci sarebbe stata l'estradizione dei narcos colombiani verso gli Stati Uniti. Carlos Lehder fu il primo ad essere inserito nella lista. Il giro di vite ha costretto gli Ochoa, Escobar e Rodriguez a fuggire a Panama per diversi mesi. Pochi mesi dopo, Escobar e Rodriguez Gacha vennero incriminati per l'omicidio Lara (il primo come mandante e il secondo come complice). Nel tentativo di gestire la situazione, Escobar, Rodríguez e i fratelli Ochoa si sono incontrati con l'ex presidente colombiano Alfonso López presso l'Hotel Marriott di Panama City. La trattativa fallì dopo che la notizia trapelò alla stampa, provocando l'opposizione aperta degli Stati Uniti di qualsiasi accordo di immunità

### I gruppi paramilitari
Rodriguez Gacha divenne ben presto il capo militare del Cartello e grazie alle sue immense ricchezze, è riuscito a formare la più grande organizzazione paramilitare del paese, composto da circa 1.000 uomini, tutti addestrati e armati, originariamente dedicato alla sua sicurezza, ma che ben presto divenne un esercito diretto in particolare contro le FARC, e poi contro l'Unión Patriótica, cominciando lo sterminio con quest'ultimi.
I principali leader del Cartello di Medellin hanno creato eserciti privati per garantire la propria sicurezza e proteggere la proprietà che avevano acquisito. Secondo il Washington Post, a metà degli anni '80, Rodríguez e Pablo Escobar hanno acquistato enormi terreni nel Dipartimento di Magdalena (così come a Puerto Boyacá, Rionegro e lo Llanos), che hanno usato per trasformare i loro gruppi di autodifesa in forze di combattimento sofisticate. Entro la fine degli anni '80 i trafficanti di Medellin controllavano il 40% della terra nel Medio Magdalena, secondo una stima dei militari colombiani, e anche finanziato la maggior parte delle operazioni paramilitari nella regione.
Durante tutto il 1980, Rodríguez ha contribuito a catalizzare crescita esplosiva del Cartello di Medellin al potere finanziando l'importazione e la realizzazione di costose tecnologie straniere e competenze. Secondo il rapporto del DAS (Dipartimento Amministrativo di Sicurezza della Colombia), tra il dicembre 1987 e il maggio 1988, Rodríguez avrebbe assunto mercenari israeliani e britannici per addestrare squadre di assassini nei campi d'addestramento in Colombia. Yair Klein, un ex tenente colonnello israeliano, riconobbe di aver guidato un team di istruttori a Puerto Boyacá nei primi mesi del 1988. Non è chiaro se le attività mercenarie di Klein in Colombia hanno coinciso con quelle di un gruppo di mercenari britannici che avevano presumibilmente addestrato squadre paramilitari per i cartelli della cocaina. Per l'assassinio di Luis Carlos Galán fornì 70 sicari addestrati da Klein e guidati da Jaime Rueda (Quest'ultimo è l'esecutore dell'assassinio Galán).

### Morte
Il 15 dicembre 1989, morì insieme al figlio Fredy e 5 guardie del corpo durante una sparatoria, dopo un'operazione guidata dall'esercito colombiano con la collaborazione di Cartello di Cali (con cui Gacha e Pablo Escobar erano in guerra) e DEA.

## Cultura di massa

### Televisione
- Nel 2012 esce per Caracol Televisión la serie televisiva Escobar, el patrón del mal, in cui Josè Gonzalo è interpretato da Juan Carlos Arango
- Nel 2013 per RCN Televisión esce Tres Caínes, dove viene interpretato da Rodolfo Silva
- Nel 2015 per Netflix esce la serie Narcos, in cui il ruolo di Rodríguez Gacha è interpretato da Luis Guzmán

### Musica
- Nella canzone Les duele di Morad viene citato Josè Gonzalo nella prima strofa: "Famoso como capo Gonzalo, por nunca ir de malo"